# Mainbocher-Korsett
Mainbocher-Korsett ist eine Schwarzweißfotografie von Horst P. Horst aus dem Jahr 1939. Sie zeigt die Rückenansicht eines Models, das ein Korsett trägt. Dieses war für das Modelabel Mainbocher entworfen worden. Horst nahm das Foto im August 1939 im Pariser Studio der Vogue auf; einen Monat später erschien es in der US-Ausgabe der Zeitschrift.
Das Foto gilt als bekannteste Arbeit von Horst und wird zu den bedeutendsten Werken der Modefotografie des 20. Jahrhunderts gezählt.

## Beschreibung
Das Foto zeigt die Rückenansicht einer Frau. Sie trägt ein Korsett aus Satin mit Rückenschnürung, das auf dem Schwarzweißfoto weiß wirkt, in Wirklichkeit aber rosa war. Der obere Teil des Rückens der Frau ist unbekleidet. Während das Korsett auf der rechten Seite eng am Körper anliegt, steht es links etwas ab. Das Model hat beide Arme gehoben; die Hände sind nicht zu sehen, da sie sie vor ihren Körper hält. Die Beine der Frau sind durch eine Holzbalustrade verdeckt, an die sie sich anzulehnen scheint. Die Balustrade wurde vorher so bearbeitet, dass sie den Anschein erweckt, aus Marmor zu bestehen. Auf der Balustrade liegen die Schnüre des Korsetts, teilweise hängen sie auch von ihr herab.

## Entstehung und Veröffentlichung
Korsetts gehörten lange Zeit zur Standardbekleidung von modebewussten Frauen. Vielen galten sie jedoch als Symbole für feudale und patriarchale Strukturen, zudem hatten Mediziner gesundheitliche Bedenken. Als sich nach dem Ersten Weltkrieg die Rolle der Frau in der Gesellschaft veränderte und Frauen begannen, sich mehr Freiheiten zu erkämpfen, kam das Korsett aus der Mode. Stattdessen wurden weitfallende Kleider beliebt. Bekannte Vertreterinnen dieser neuen Mode waren die Designerinnen Coco Chanel und Madeleine Vionnet. 1939 setzten die Modehäuser jedoch wieder verstärkt auf die Betonung einer schmalen Taille und sorgten damit für die Rückkehr des Korsetts. Die im Herbst in Paris präsentierten Kollektionen, allen voran die des Modehauses Mainbocher, erzielten damit viel Aufmerksamkeit in der Modewelt.
Horsts Foto von dem Korsett, das Detolle für die Herbst- und Winterkollektion von Mainbocher entworfen hatte, entstand am 11. August 1939 im Studio der Vogue in Paris. Zwei Skizzen von Horst legen nahe, dass er ursprünglich eine Blume in einer Vase in seine Komposition aufnehmen wollte. Von der abgebildeten Frau ist allein der Nachname Bernon bekannt, der auf der Rückseite eines Abzugs geschrieben stand. Sie ist laut der Kuratorin Susanna Brown nicht auf anderen Fotos im Archiv der Vogue zu finden und auch Horst hat sich nie zu ihrer Identität geäußert. Wie Horst Jahrzehnte später berichtete, war das Mainbocher-Korsett das letzte Foto, das er in Paris aufnahm. Nach der Fotosession verließ er um 4 Uhr morgens das Studio, nahm um 7 Uhr den Zug nach Le Havre und schiffte sich dort auf der Normandie nach New York ein. Durch den Zweiten Weltkrieg, der kurze Zeit später ausbrach, sah er Paris erst 1946 wieder.
Gegenüberstellung der bearbeiteten (links) und der unbearbeiteten Version von Mainbocher-Korsett.

Link zum Bild

Das Foto erschien am 15. September 1939 ganzseitig in der US-Ausgabe der Vogue. Vorher war es retuschiert worden. Statt wie im Original an der linken Seite locker vom Körper abzustehen, schmiegt sich das Korsett in der bearbeiteten Version auch dort eng an den Körper der Frau. Horst erklärte später, das Original gefalle ihm gerade wegen dieses Details besser. Die benachbarte Seite in der Vogue enthielt zwei weitere Fotos von Horst, die er in derselben Kulisse und mit demselben Model aufgenommen hatte. Beide zeigen die Frau von vorn, einmal mit demselben Korsett wie in der Rückenaufnahme, das andere mit einem anderen Kleidungsstück.
In Frankreich war das Foto für die Oktoberausgabe der Vogue vorgesehen. Wegen des Krieges wurden im Oktober und im November aber keine französischen Ausgaben gedruckt. Erst im Dezember 1939 erschien wieder eine Ausgabe. Als Grund für die Rückkehr trotz des Krieges nannte das Editorial unter anderem die Bedeutung der Modeindustrie für die französische Wirtschaft. Die Ausgabe enthielt kleinformatige Faksimiles der bereits fertiggestellten, aber nicht gedruckten Oktoberausgabe. Das Mainbocher-Korsett war darin mit der Bildunterschrift La taille-diabolo abgebildet, ein Verweis auf das Spielgerät Diabolo, das die Form eines Doppelkegels hat.

## Stil

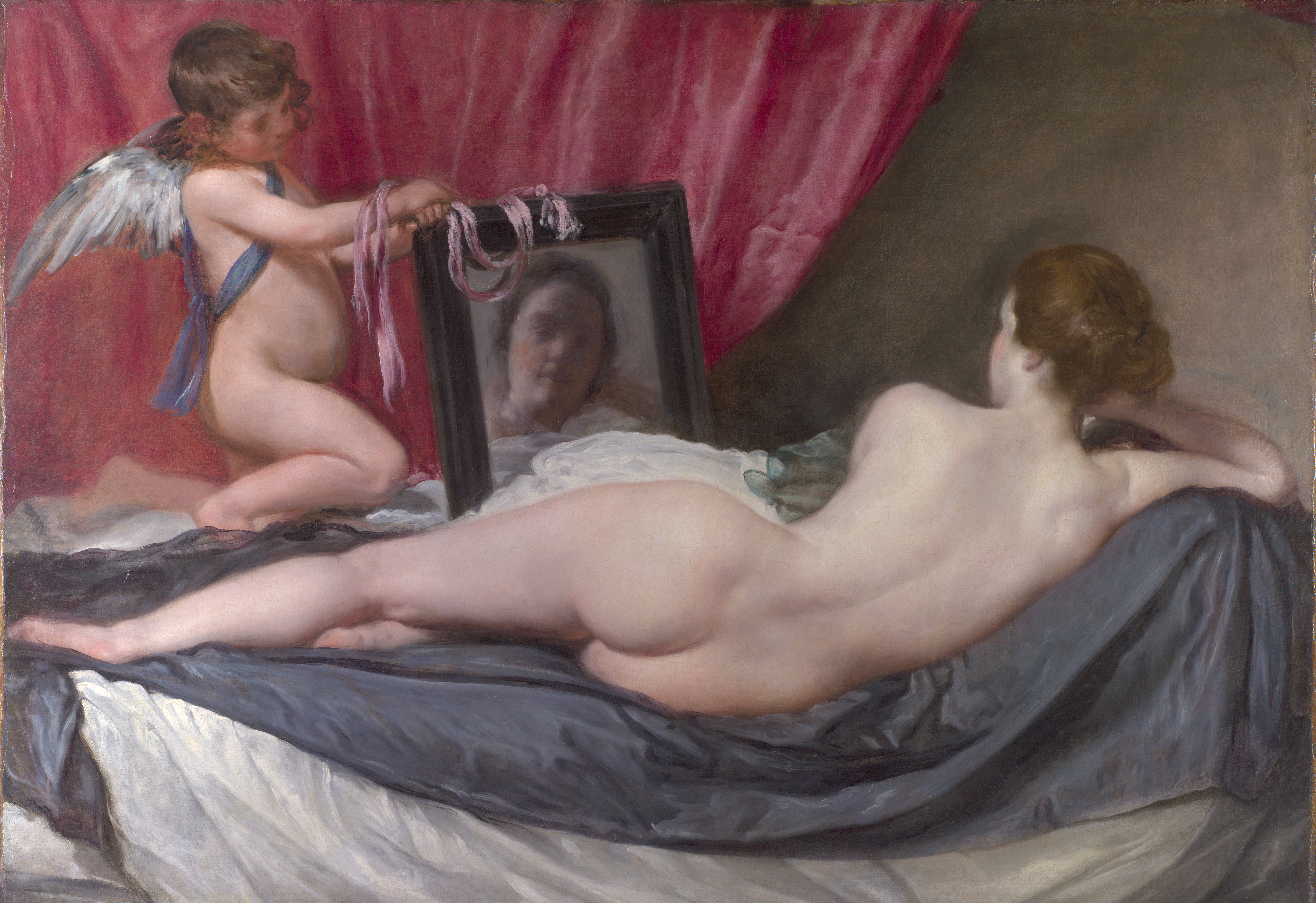
Diego Velázquez: Venus vor dem Spiegel (1647–1651)

Horst P. Horsts Darstellungen von Frauen haben einen ganz eigenen Stil. Für Mehemed Fehmy Agha, Artdirector der Vogue, habe Horst „ein bildhauerisches Gespür für Form und Volumen“, die Models erweckten den Eindruck, „als stünden sie auf einem Sockel“. Auch beim Model mit dem Mainbocher-Korsett wirkten „[d]ie Proportionen und Konturen ihres Körpers […] so perfekt wie die einer antiken Statue“, wie es Susanna Brown formuliert. Neben diesen antiken Vorbildern sieht der Autor Hans-Michael Koetzle Bezüge zu Künstlern der französischen Aktmalerei und -fotografie des 19. Jahrhunderts wie Degas und Ingres sowie Braquehais, Moulin und Vallou de Villeneuve. Auch Diego Velázquez’ Gemälde Venus vor dem Spiegel aus dem 17. Jahrhundert wird als Vorbild genannt. Schon der Artikel der US-amerikanischen Vogue, der das Mainbocher-Korsett begleitete, verwies auf den spanischen Maler, denn das Korsett brächte seine Trägerin in die „Velázquez-Silhouette“. Die Kunsthistorikerin Gretchen Gasterland-Gustafsson nennt neben der ähnlichen Statur des Models und der Venus auch die Position der rechten Arme und die fast vollständig verdeckten Gesichter als Ähnlichkeiten zwischen dem Foto und dem Gemälde. Susanna Brown erinnern die herabhängenden Schnürbänder des Korsetts an die seidenen Fesseln des Amors auf dem Bild. Die Schnürbänder sind auch Ausdruck eines für Horst typischen Stilmittels. Wie er selbst sagte, brachte er in seine besten Bildern immer „ein wenig Unordnung“ (a little mess) ein. Damit, so der Fotograf Tom Ang, erhöhte Horst die Anmut des restlichen Fotos und verhinderte, dass seine Komposition zu perfekt wirkt.
Als charakteristisch für Horsts Arbeiten gelten auch die besonderen Lichtverhältnisse, die ihm den Beinamen „Meister der dramatischen Lichtführung“ einbrachten. Bei der Vogue-Redaktion kam das nicht immer gut an. So beklagte sich Edna Woolman Chase, bis 1952 Chefredakteurin der US-Vogue, über das fehlende Licht, das dem eigentlichen Zweck von Horsts Fotos entgegenwirke: „Ich habe es satt, dass Frauen mich fragen: ‚Wie ist dieses Kleid gemacht? Wie sieht es aus?‘“. Auch das Mainbocher-Korsett zeichnet sich durch sein besonderes Spiel von Licht und Schatten aus, das vor allem die Rückenmuskulatur der Frau hervorhebt. Den Schatten am rechten Arm des Models, für den es keinen Grund zu geben scheint, bezeichnet Tom Ang als einen für Horst typischen „Schatten aus dem Nichts“. Auch Horst äußerte sich zur Beleuchtung des Fotos, für die er mehrere Scheinwerfer und Reflektoren genutzt hatte. Sie sei so komplex, dass er nicht glaube, sie noch einmal nachstellen zu können.

## Nachwirkung
Mainbocher-Korsett gilt als bekannteste Fotografie von Horst P. Horst. Die britische Vogue bezeichnete sie und Hoyningen-Huenes Divers als die ikonischsten Fotografien, die für die Vogue aufgenommen wurden. Daneben wird das Mainbocher-Korsett zu den bedeutendsten Werken der Modefotografie des 20. Jahrhunderts gezählt. Besondere Bedeutung hatte das Foto auch für Horst selbst. Für ihn war es „die Essenz dieses Augenblicks“ kurz vor seiner Abreise in die USA, bei der er die Heimat, die er in Paris gefunden hatte, zurücklassen musste. An diesen Verlust habe er während der Arbeit an dem Foto denken müssen.
Die Bekanntheit des Mainbocher-Korsetts sorgt dafür, dass das Foto in zahlreichen Anthologien und Artikeln zur (Mode-)Fotografie abgebildet wurde. Daneben wurde es immer wieder von Fotografen und anderen Künstlern aufgegriffen. Die bekannteste Hommage ist das Musikvideo zu Madonnas Song Vogue, das unter der Regie von David Fincher entstand. Darin stellt Madonna neben dem Mainbocher-Korsett auch andere Fotos von Horst nach. Horst war wütend über die Verwendung seiner Werke. Weder war er um Erlaubnis gefragt worden, noch hatte er aus seiner Sicht ausreichend Anerkennung dafür bekommen, als Inspirationsquelle für das Video gedient zu haben. Ungewöhnlich für Madonna, reagierte ihre Sprecherin entschuldigend auf Horsts Vorwürfe. Die Sängerin sei eine große Bewunderin der Arbeit des Fotografen und habe ihn nicht verärgern wollen.